# NjRAT
njRAT, também conhecido como NjWorm e Bladabindi, é uma ferramenta de acesso remoto (Remote Access Trojan, RAT) ou trojan que permite ao atacante controlar totalmente o dispositivo da vítima. Foi encontrado pela primeira vez em junho de 2013 com algumas variantes rastreadas desde novembro de 2012. Foi desenvolvido por uma organização de hackers de diferentes países chamada M38dHhM e foi bastante usado contra alvos no Oriente Médio. Ele pode se espalhar por meio de phishing e unidades infectadas.

## Sobre o Malware e Histórico
Vários NjRAT foram relatados na Índia em julho de 2014. Em uma tentativa de desabilitar os recursos do NjRAT, a Microsoft derrubou quatro milhões de sites em 2014 enquanto tentava filtrar o tráfego por meio de domínios no-ip.com.
Em março de 2016, a Softpedia informou que as campanhas de spam que espalhavam t, como njRAT, tinham como alvo o Discord . Em outubro de 2020, a Softpedia também relatou o aparecimento de um download crackeado do VMware que baixaria o njRAT via Pastebin . Terminar o processo travaria o computador.
Em março de 2017 um site do Estado Islâmico foi hackeado e passou a exibir um download falso da atualização do Adobe Flash Player, que baixaria o trojan njRAT.

## Características
- Manipulação de arquivos
- Shell Remota, dando ao atacante a possibilidade de usar a linha de comando no dispositívo da vítima
- Gerênciamento de processos, podendo finalizar qualquer um a qualquer momento
- Manipulação dos registros do sistema
- Gravação de web cam e microfone
- Keylogger
- Procura por nomes de usuário e senhas em programas e navegadores web

## Referêcias
1. ↑  «MSIL/Bladabindi». www.microsoft.com. Microsoft. Consultado em 5 de junho de 2017
2. ↑  «RAT v0.7d Edition by HiDDen PerSOn»
3. ↑  «Hacking virus 'Bladabindi' targets Windows users in India, steals personal info: Cert-In - Tech2». Tech2. 27 de julho de 2014. Consultado em 5 de junho de 2017
4. ↑  Krebs, Brian. «Microsoft Darkens 4MM Sites in Malware Fight — Krebs on Security». krebsonsecurity.com. Consultado em 5 de junho de 2017
5. ↑  Cimpanu, Catalin. «VoIP Gaming Servers Abused to Spread Remote Access Trojans (RATs)». Softpedia. Consultado em 5 de junho de 2017
6. ↑  Cimpanu, Catalin. «RAT Hosted on PasteBin Leads to BSOD». Softpedia. Consultado em 5 de junho de 2017
7. ↑  Cox, Joseph. «Hackers Hit Islamic State Site, Use It to Spread Malware». Motherboard. Consultado em 5 de junho de 2017